# Edmund Leighton

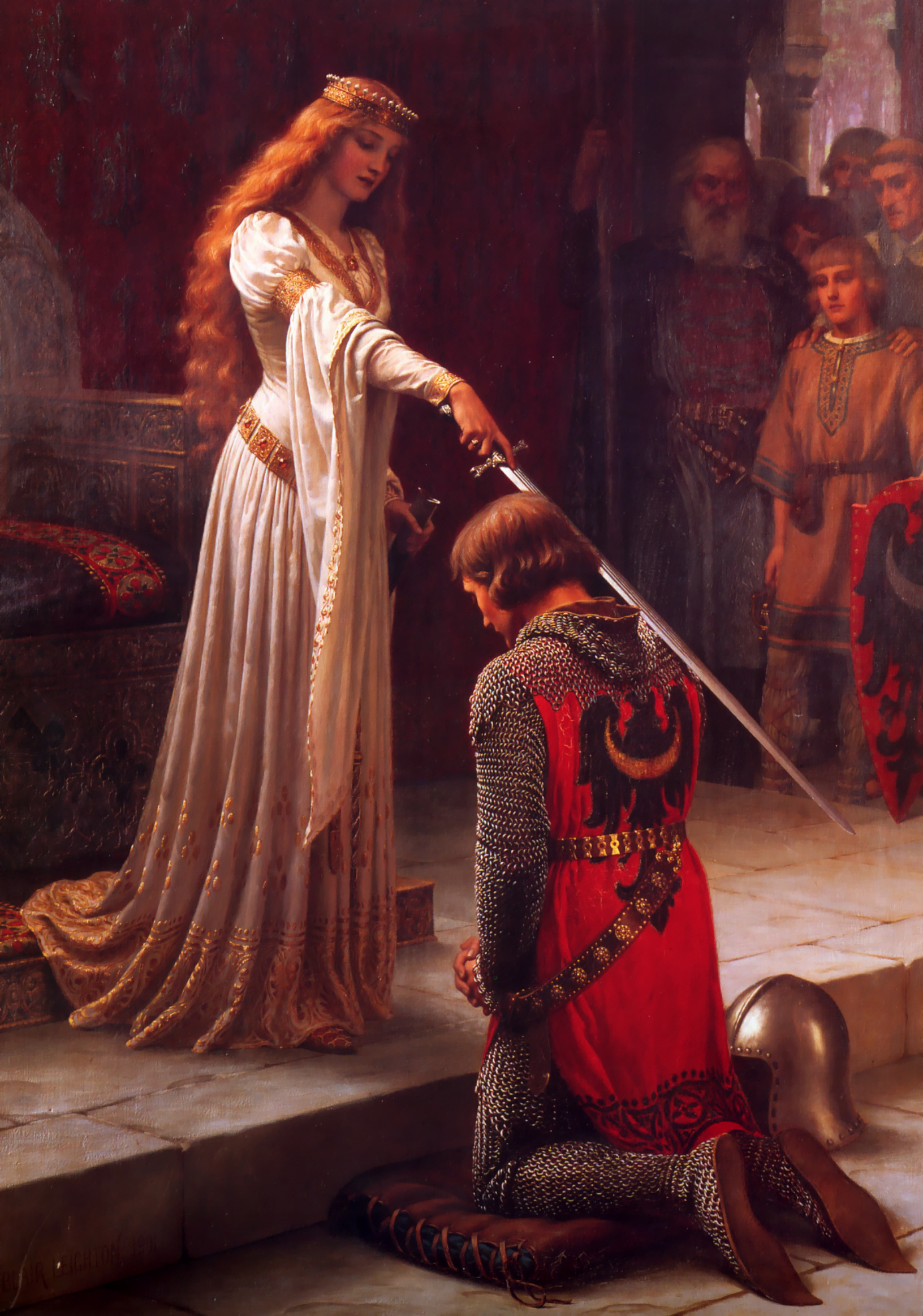
"The Accolade" (1901)

Edmund Blair Leighton (21 de setembro de 1853 — 1 de setembro de 1922) foi um pintor britânico associado ao Romantismo e a Irmandade Pré-Rafaelita.

## Biografia
Leighton era filho do artista Charles Blair Leighton (1823–1855) e Caroline Leighton (nascida Boosey). Ele foi educado na University College School, deixando aos 15 anos para trabalhar para um comerciante de chá. Desejando estudar arte, ele foi para aulas noturnas em South Kensington e depois para a Heatherley's School em Newman Street, Londres. Aos 21 anos, ele ingressou nas Royal Academy Schools. Entre suas primeiras encomendas estavam ilustrações monocromáticas para a Cassell's Magazine e seu Book of British Ballads. Sua primeira pintura a ser exibida na Royal Academy foi A Flaw in the Titleem 1874; foi vendido por £ 200. Ele logo desistiu das ilustrações em "preto e branco", trabalhando pelo resto de sua carreira em óleo sobre tela. Ele se casou com Katherine Nash em 1885; eles tiveram um filho, o pintor E.J. Blair Leighton, e uma filha. Ele expôs anualmente na Royal Academy até 1920.
Leighton era um artesão meticuloso, produzindo pinturas históricas decorativas de alto acabamento. Essas eram cenas romantizadas, muitas vezes de cavalheirismo e mulheres em trajes medievais com um apelo popular. Parece que ele não deixou diários e, embora tenha exibido na Royal Academy por mais de quarenta anos, ele nunca foi um acadêmico ou um associado.

## Temas
Leighton era um pintor histórico, focando principalmente na época medieval.

## Galeria

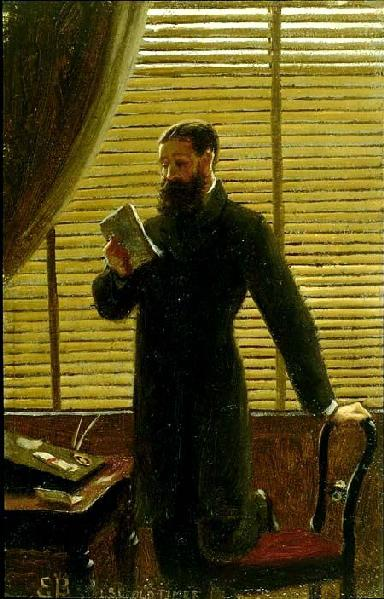
Old Times (1877)
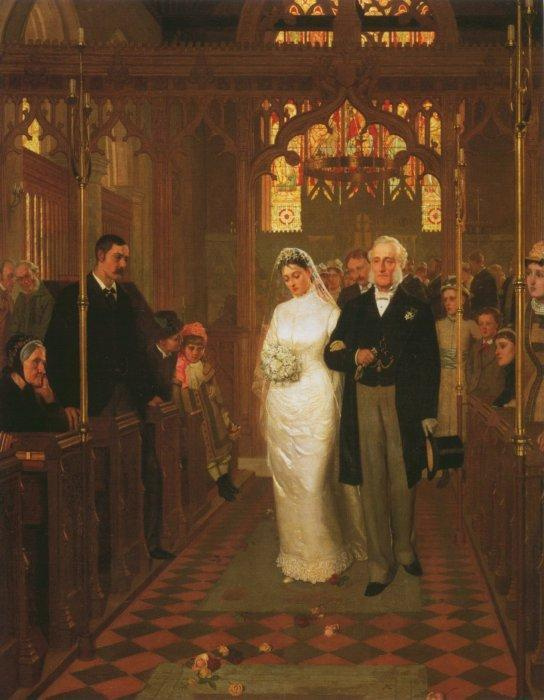
Till Death Do Us Part (1878)
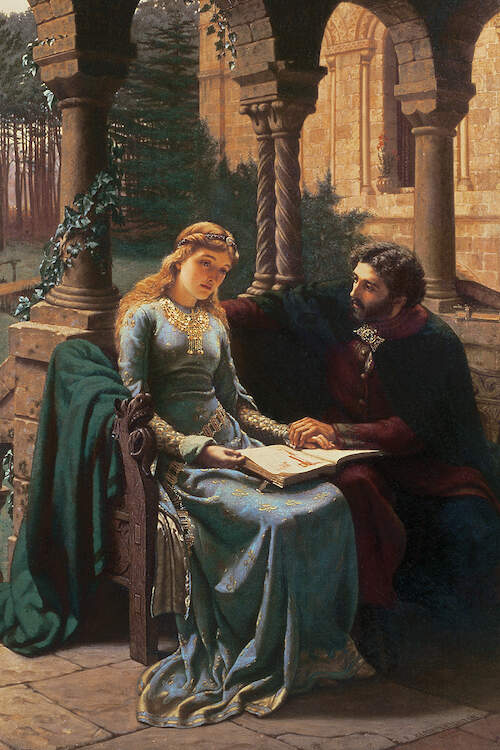
Abelard and his Pupil Heloise (1882)
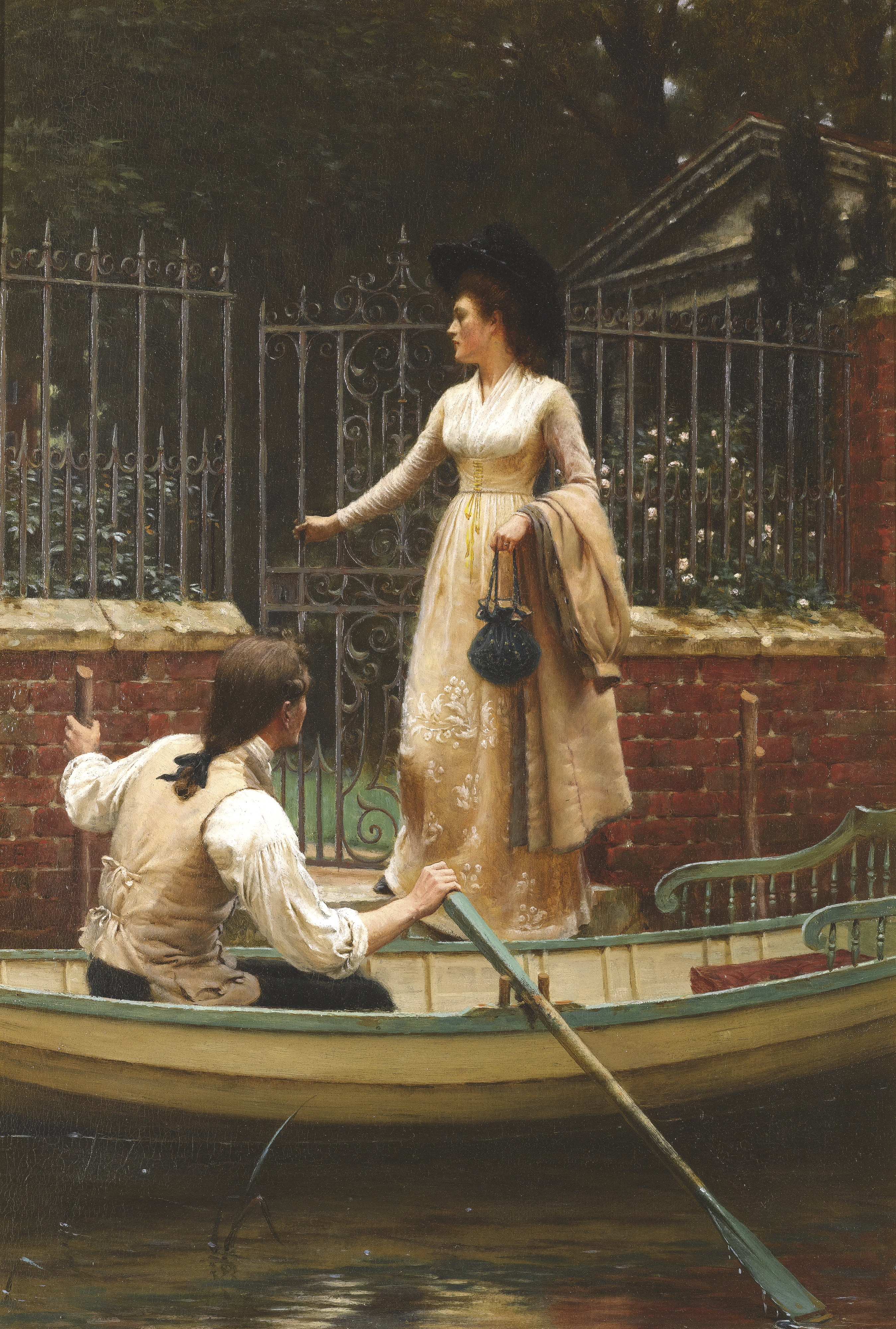
The Elopement (1893)
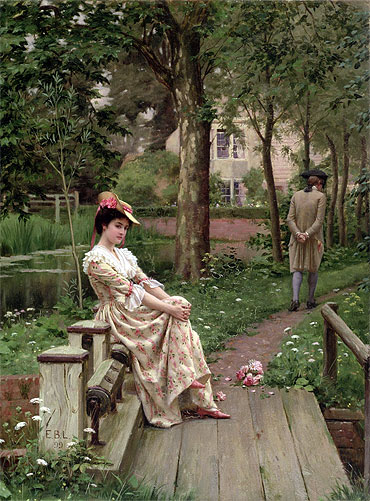
Off (1899)
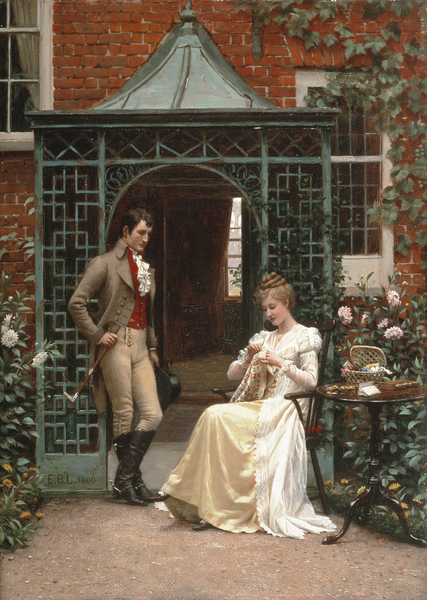
On the Threshold (1900)
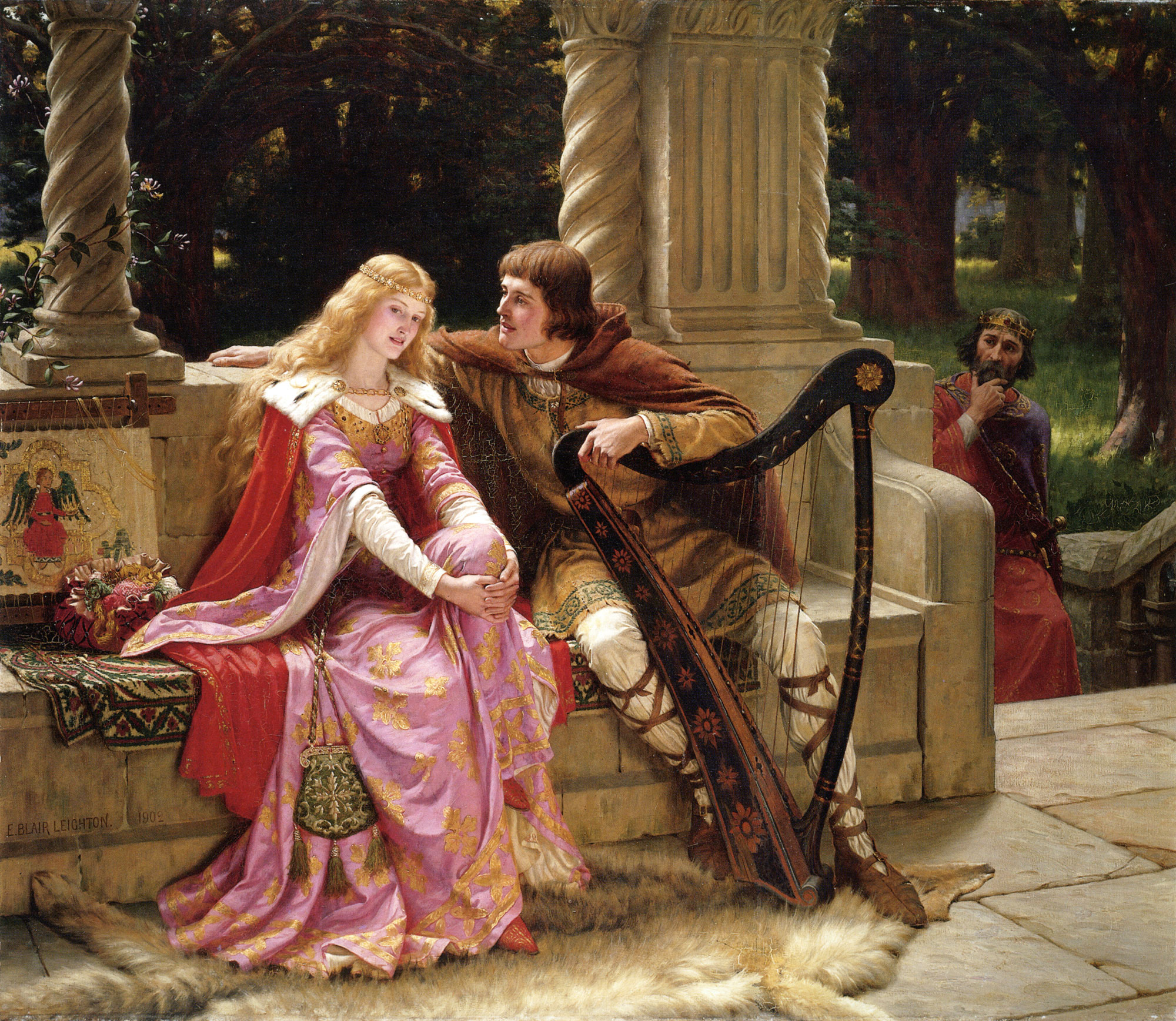
Tristan and Isolde (1902)
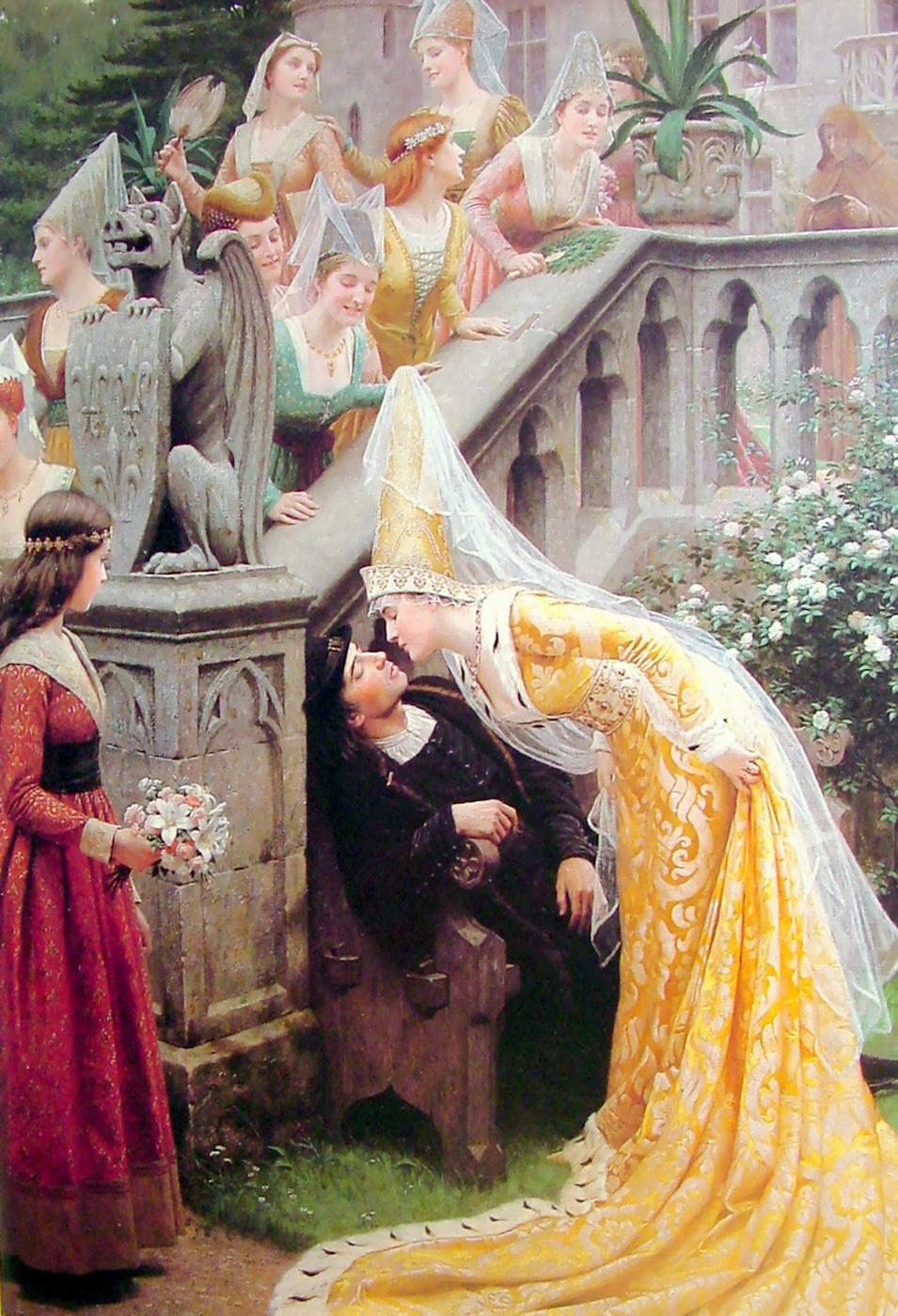
Alain Chartier (1903)
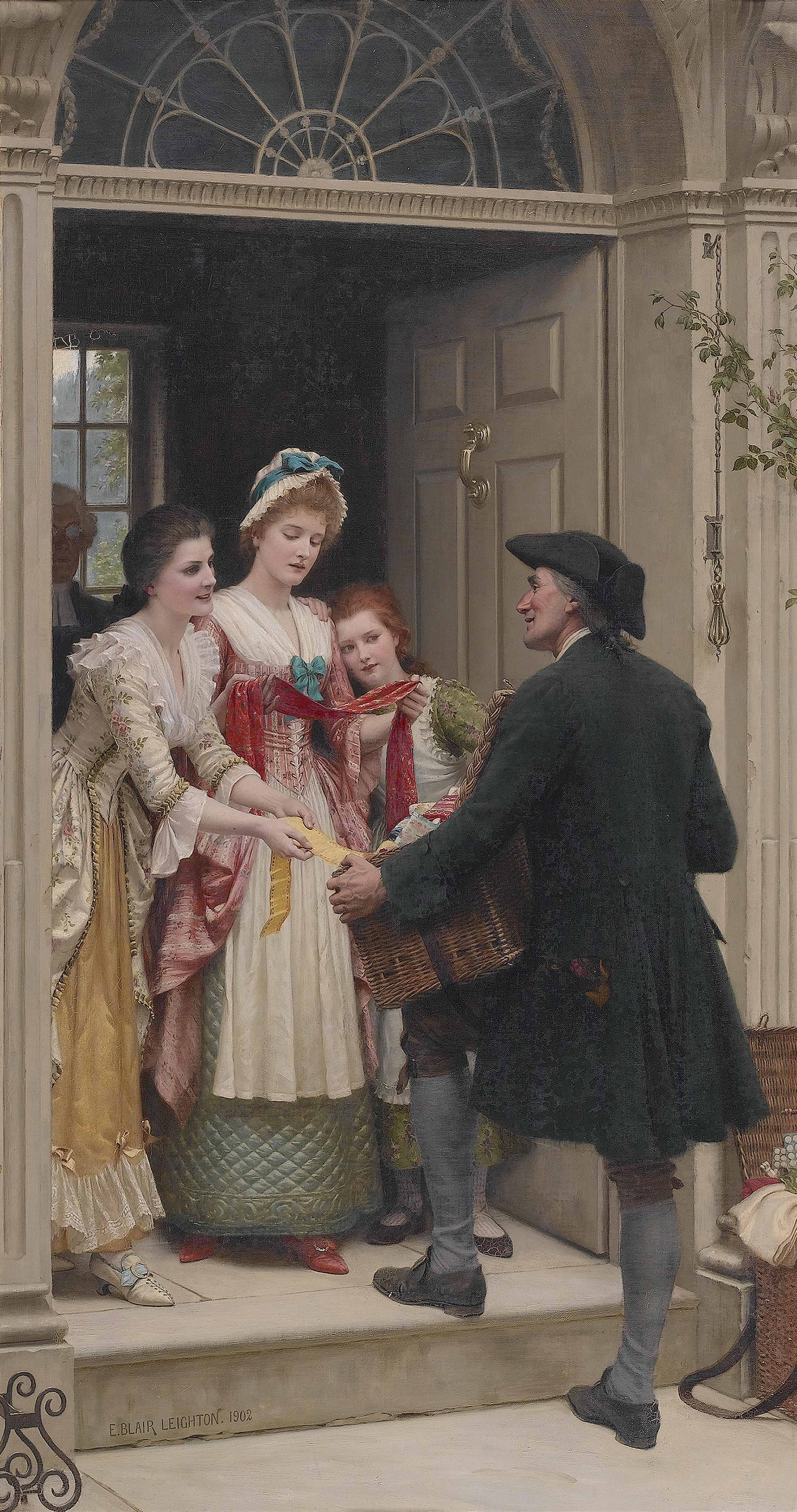
Ribbons and Laces for Very Pretty Faces (1904)
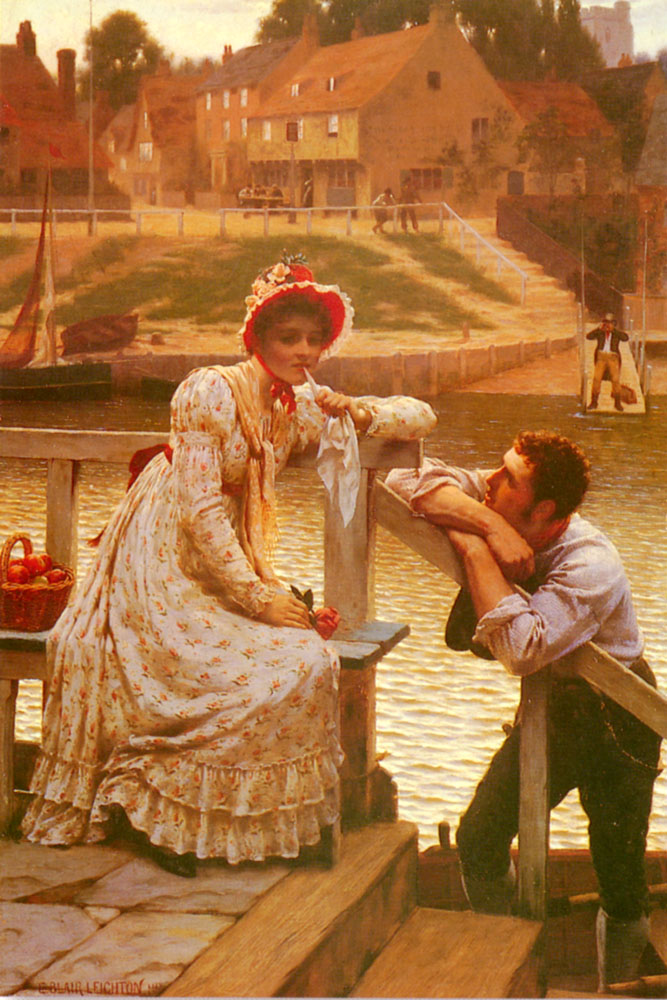
Courtship
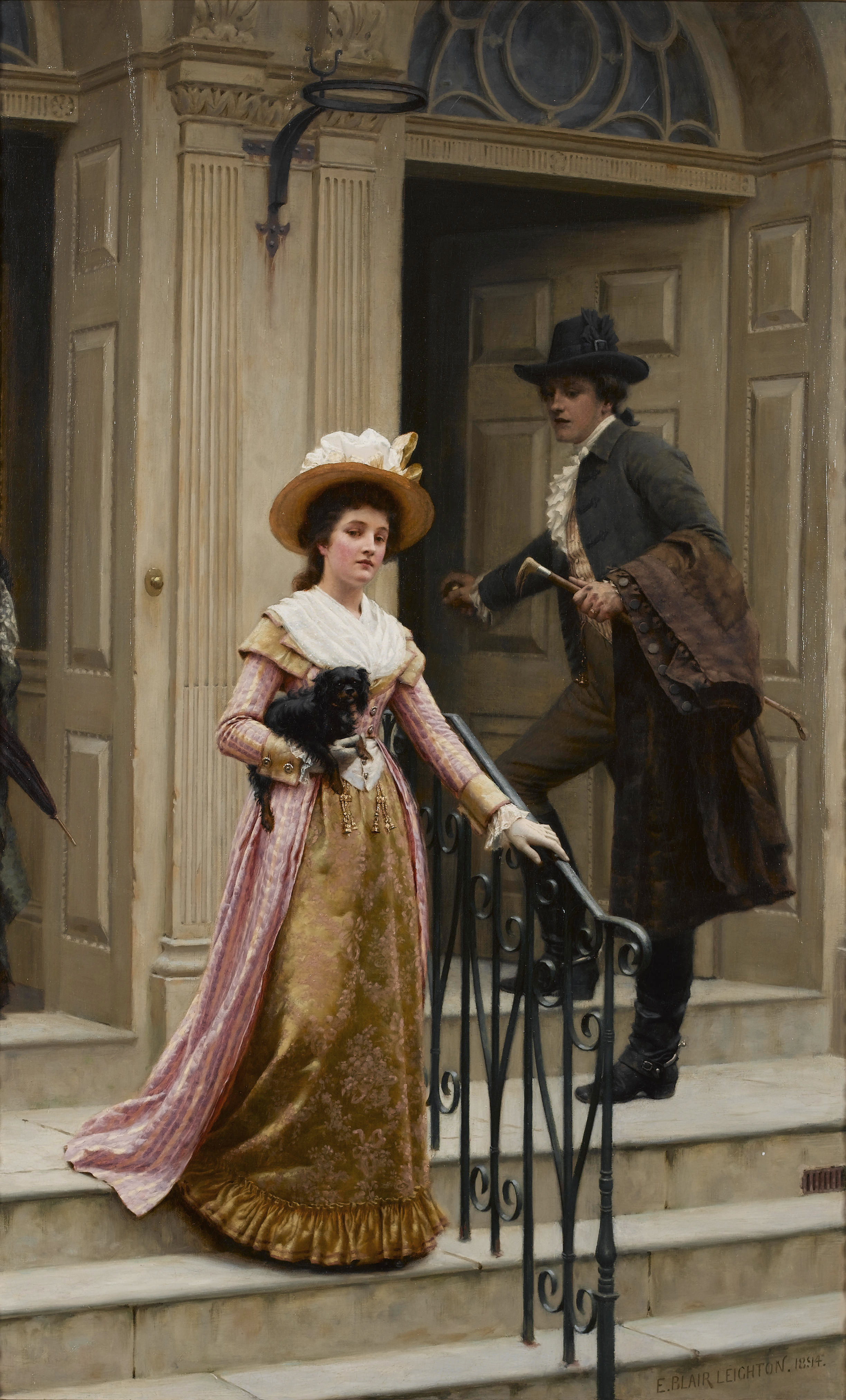
My Next-Door Neighbour
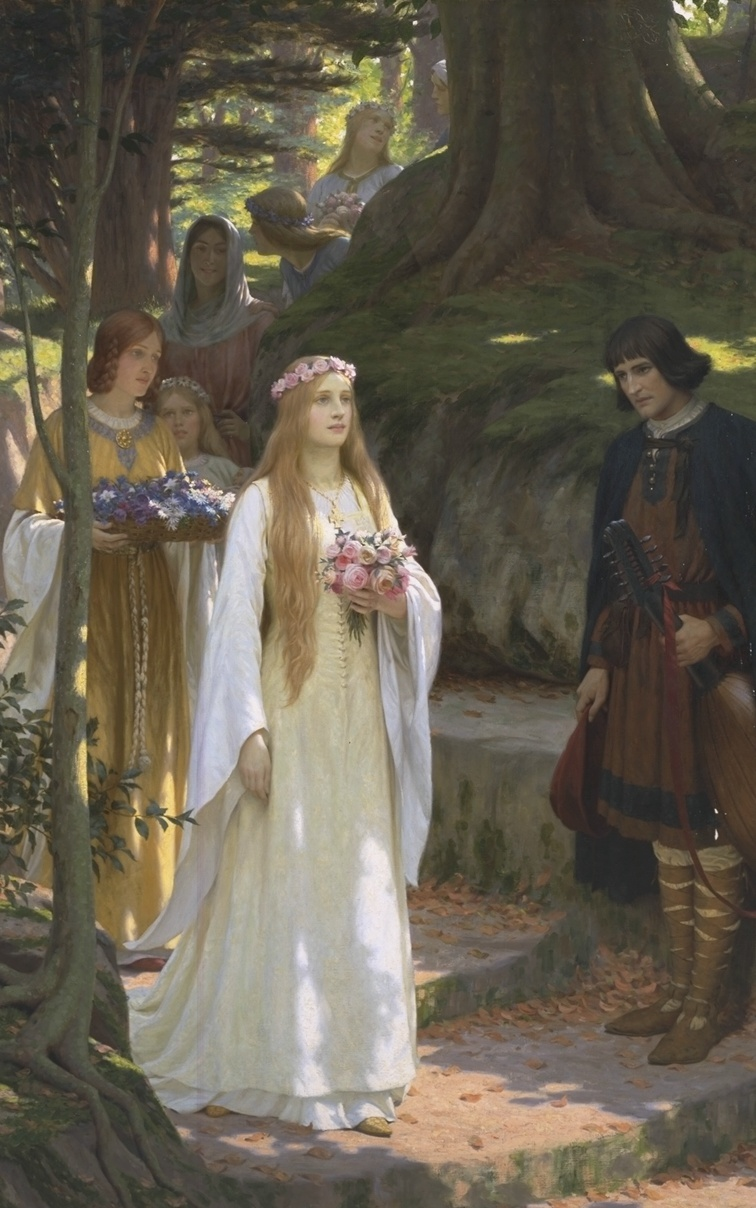
My fair Lady
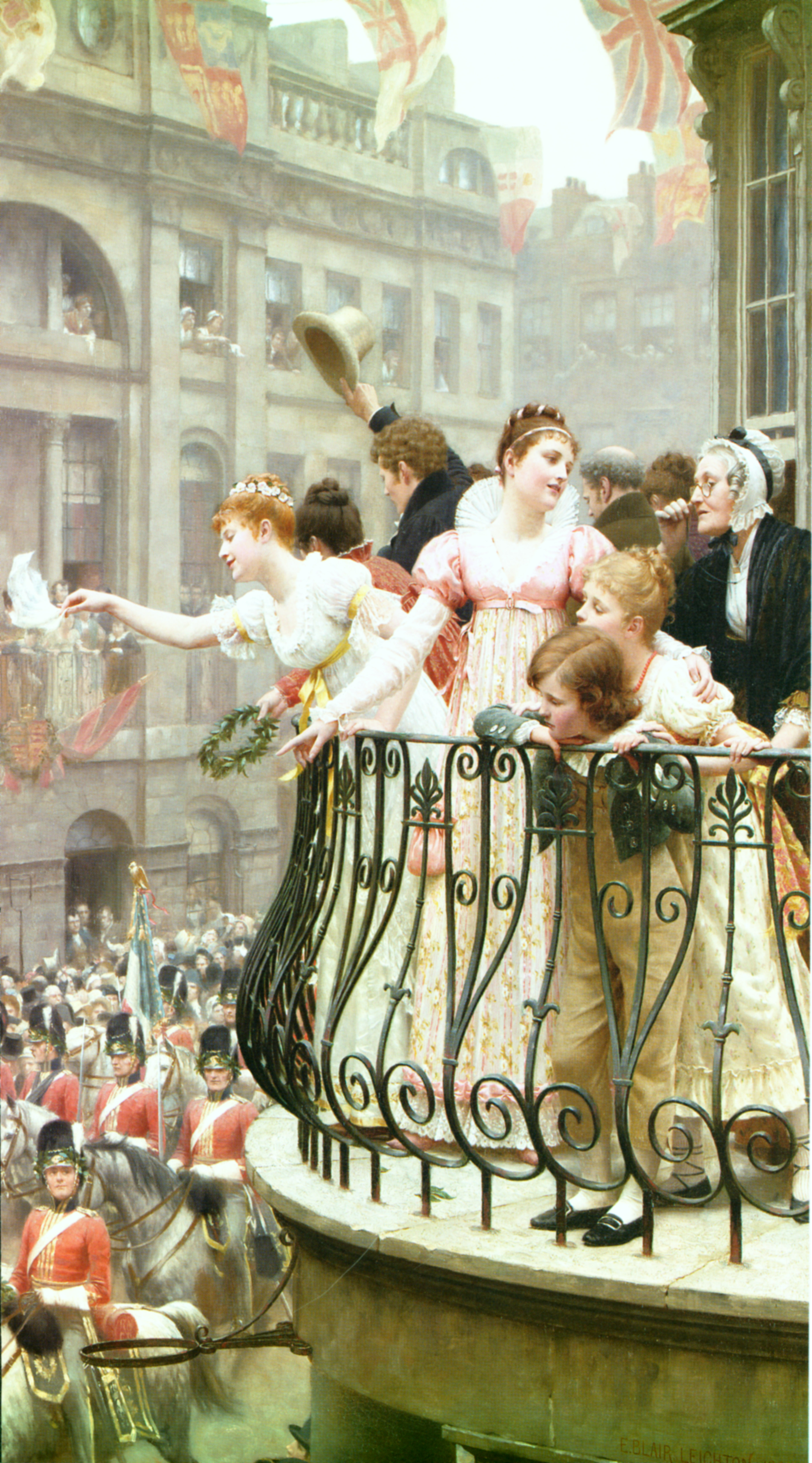
In (1816)
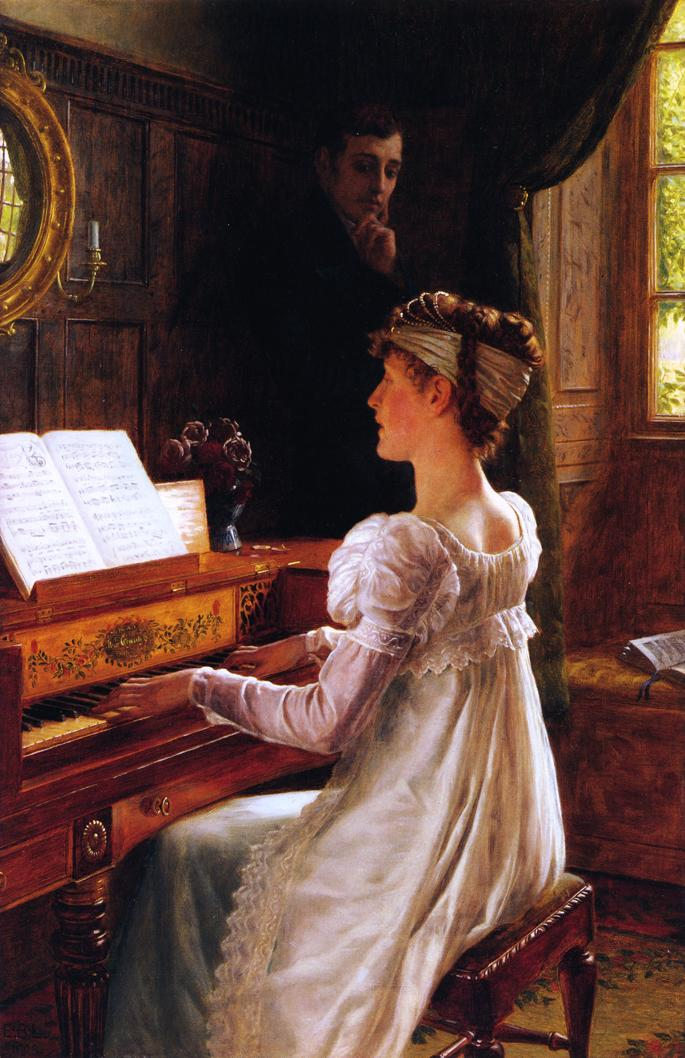
Courtship by the piano
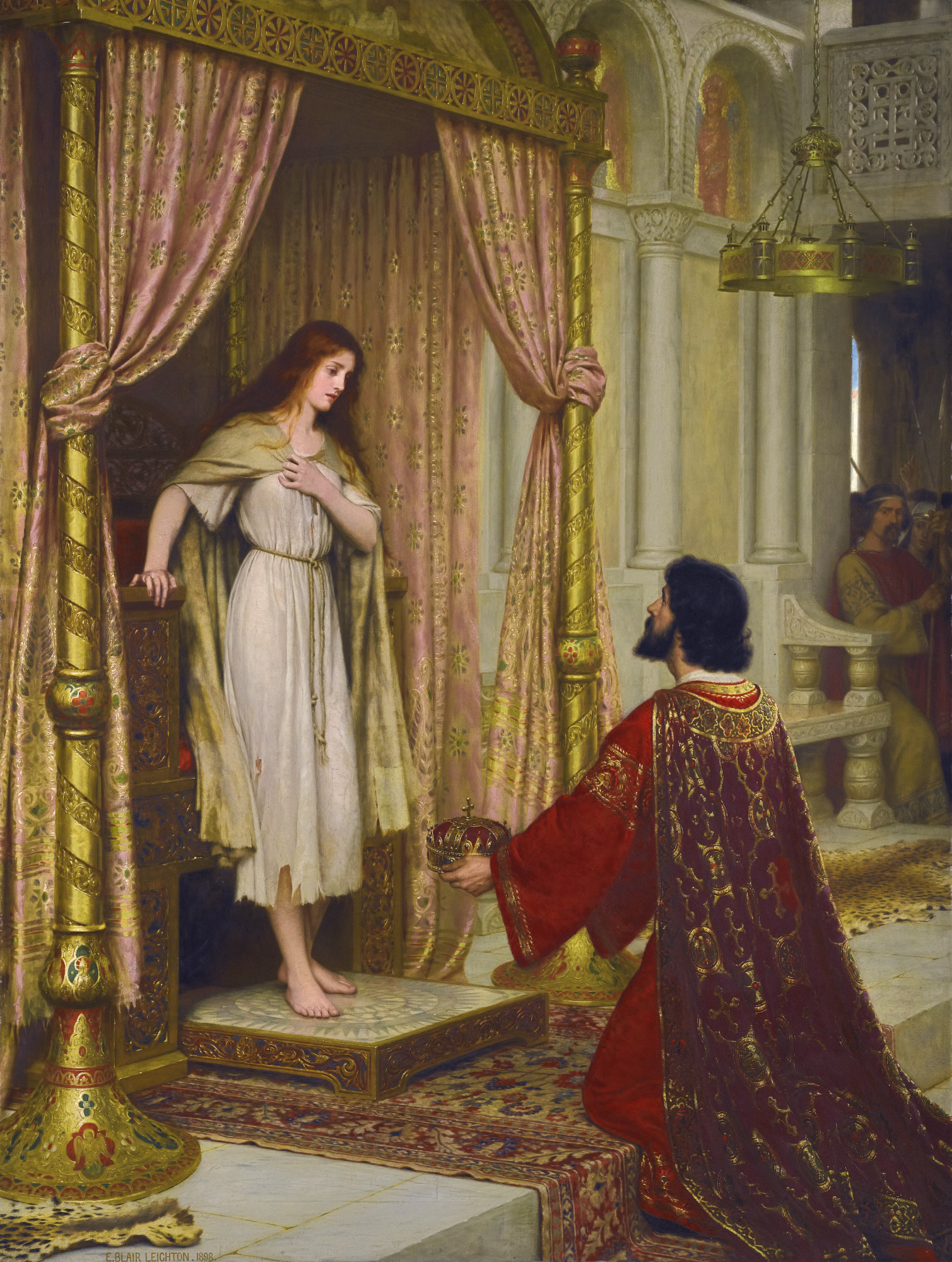
The King and the Beggar-maid